# Индъстриъл метъл
Индъстриъл метъл е вариант на метъл музиката, който произлиза от индъстриъл музиката, траш метъла и хардкор пънка. В него се използват повтарящи се китарни рифове, семпли и синтезатор, като са включени и груби метъл вокали.

## История
Този термин се използва доста неточно, като се използва да се опишат всички индъстриъл банди, които експерементират с някои характерни черти на хевиметъла. Индъстриъл метълът включва в звученето си някои елементи от подстиловете на индъстриъл музиката – Агро-индъстриъла и колдуейва, а също много често има пресечни точки с ню метъла и пост-пънка. Трудно е да се направи разликата между изпълнителите на индъстриъл метъл и индъстриъл рок, защото и двете течения дават големи възможности за импровизация. Обикновено всички индъстриъл метъл банди се считата и за индъстриъл рок банди но в никакъв случай обратното.
Въпреки че ранните индъстриъл групи като Throbbing Gristle включват китари в звученето си, индъстриъл метъл музиката започва да се разграничава в отделен подстил едва през 80-те. Индъстриъл метъл сцената е резултат от сближаването на няколко различни музикални тенденции.
Някои електронни групи започват да добавят елементи от метъла в своето звучене, като албума на Ministry – The Land of Rape and Honey (1988) поставя това начало. Допреди това група, която не включва в звученето си китари, с включването им в „Stigmata“, „The Missing“ и „Deity“ се оказва ключов момент за развитието на това течение. А по-късните им албуми – The Mind is a Terrible Thing to Taste и ΚΕΦΑΛΗΞΘ (първоначално замислен да се казва просто „Psalm 69“, затвърдяват Ministry като първата индъстриъл метъл група.
По същото време KMFDM включва метъл звучене в синглите си от 89' „Virus“ и от 90' „Godlike“. През 1990 – пост пънк групата Killing Joke издават взривоопрасните Extremities, Dirt And Various Repressed Emotions, които изграждат мрачния звук характерен за групата, а също така и експериментират с електронното индъстриъл метъл звучене.
По това време човекът, сформирал Napalm Death, а също и китарист на тази група – Джъстин Бродърик – сформира индъстриъл метъл групата Godflesh през 1988 г. Под въздействието на метъла, индъстриъла, пост-пънка – Godflesh се откроява с включването на акустични китари, бас и вокали и механични барабанови биитове. Канадската група Malhavoc записват демота в началото на 1985 г. като в тях включват механични барабани, синтезатори, акустични китари и крещене на вокала. Като през 1991 те създават първото си пълно творение, наречено „The Release“.
Финалните добавки към звученето на стила са направени от няколко групи от метъл сцената начело с Voivod. Британската метъл банда Pitchshifter озаглавяват първия си албум „Industrial“ – като по това време те все още свирят метъл с характерните му черти. В замяна на това обаче, в следващите години те се реваншират и включват в звученето си индъстриъл метъл елементи, а също така и drum n' bass и техно. Тази музика доста се отдалечава от сегашния облик на индъстриъл метъла, но има своя принос за популяризирането му, като също така помага на Ministry да се издигне на високо ниво.

### Еволюция
Индъстриъл метълът процъфтява в началото на 90-те, първоначално в Северна Америка, където всъщност се заражда. Оригиналният облик на индъстриъл метъла след време започва да бъде наричан агро-индъстриъл, докато новата форма – смесица от пънк и хардкор китари, акомпанирани от синтезатор – започва да се нарича колдуейв. Отличаващи се такива банди са Chemlab, 16 Volt и Acumen (по-късно преименувана на Acumen Nation). В Европа някои групи като Young Gods и Swamp Terrorists създават индъстриъл метъл без да включват китари, като разчитат главно на записани семпли. Много доказали се индъстриъл групи включват в звученето си индъстриъл метъл техники именно от този период, като някои от тях го доразвиват с времето, а други се отправят на друга страна, като такива групи са Skinny Puppy, Front Line Assembly и Krupps.
Преди няколко години групи като Rammstein и Oomph!, вдъхновени от електронната музика, от индъстриъла и хардрока – слагат началото на нов стил, наречен Neue Deutsche Härte (Нова Германска Твърдост) или както Rammstein наричат стила – „Tanz-Metall“ или „dance metal“.
С течение на времето индъстриъл метъла започва да измества хевиметъла от неговото място, като това започва първоначално с няколко банди, които използват индъстриъл елементи предимно на живите си изпълнения. Fear Factory е една от най-забележителните, като включват електронни елементи от рано на своите шоута, които най-често са подкрепени от Rhys Fulber от Front Line Assembly. Дет метъл бандата на Девин Тоунсенд – Strapping Young Lad също има някои черти на индъстриъл метъла. Много съвременни ню метъл групи използват елементи от индъстриъла, хип-хопа и електронната музика. В резултат на това се появяват изпълнители като Rob Zombie, Static-X. В Германия течението, наречено Neue Deutsche Härte (Joachim Witt, Rammstein и Oomph!) използва много от елементите на индъстриъл музиката (синтезатори, електрически китари, а понякога и дръм машини) като към това са включени и вокали.